# Nagycsécs, Borsod-Abaúj-Zemplén
Nagycsécs este un sat în districtul Tiszaújváros, județul Borsod-Abaúj-Zemplén, Ungaria, având o populație de 832 de locuitori (2011). 

## Demografie
Componența etnică a satului Nagycsécs
     Maghiari (82,07%)
     Romi (17,93%)
Componența confesională a satului Nagycsécs
     Romano-catolici (47,12%)
     Fără religie (12,02%)
     Greco-catolici (7,57%)
     Reformați (6,73%)
     Necunoscută (26,2%)
     Atei (0,36%)
Conform recensământului din 2011, satul Nagycsécs avea 832 de locuitori. Din punct de vedere etnic, majoritatea locuitorilor (82,07%) erau maghiari, cu o minoritate de romi (17,93%). Nu există o religie majoritară, locuitorii fiind romano-catolici (47,12%), persoane fără religie (12,02%), greco-catolici (7,57%) și reformați (6,73%). Pentru 26,2% din locuitori nu este cunoscută apartenența confesională.